# Walther PP
Walther PP, Walther PPK — немецкие самозарядные пистолеты, разработанные фирмой Walther, один из первых массовых пистолетов с УСМ двойного действия.

## История
Модель PP (нем. Polizeipistole — полицейский пистолет) выпущена в 1929 году под патрон калибра 7,65 мм Auto (.32 ACP) на базе пистолета «Walther» модель 8 под патрон 6,35 мм Auto (.25 ACP).
В 1931 году появилась укороченная и облегченная модель Walther РРК (нем. Polizeipistole Kriminal — пистолет криминальной полиции), который представлял собой уменьшенный в габаритах PP, но имел и некоторые оригинальные черты конструкции. Длина ствола была уменьшена на 15 мм, общая длина — на 16 мм, а высота — на 10 мм. Соответственно была несколько изменена конструкция рамы и затвора-кожуха, получившего иную форму передней части.
После войны пистолеты некоторое время не выпускались, но в начале 1950-х годов их начали изготавливать во Франции и ФРГ.
В 1960-х годах фирма «Walther» возобновила производство моделей PP и PPK, продолжавшееся до конца XX века.
Кроме того, лицензия на производство была продана в США, в 1978 году производство пистолетов было начато компанией «Ranger Manufacturing» для компании «Interarms», а после её закрытия, в 2002 году — компанией Smith & Wesson. В США оружие под брендом Walther реализуется Walther Arms, Inc., дочерним предприятием PW Group, расположенным в городе Форт-Смит, штат Арканзас.
В настоящее время Walther PPK производится в двух вариантах — «PPK» и «PPK/S» под патрон 9×17 мм, а также в малокалиберном варианте «PPK/S .22» под патрон .22 Long Rifle.

## Устройство
Действие автоматики Walther РР и РРК основано на отдаче со свободным затвором.
Пистолет состоит из 51 детали.
Ударно-спусковой механизм двойного действия с открытым курком с круглым отверстием в спице. Боевая пружина витая, цилиндрическая, расположена в рукоятке. Усилие спуска при взведённом курке — 2,7 кг, в режиме самовзвода — 5,9 кг. Спусковая тяга расположена справа в прорези рамки и закрыта затвором.
Предохранитель находится с левой стороны на кожухе-затворе. Для выключения предохранителя его флажок нужно перевести в верхнее положение (как и у других немецких пистолетов «парабеллум» и Walther P38). При включении предохранителя курок автоматически снимается с боевого взвода, происходит безопасный спуск курка и курок блокируется. Блокируется также спусковой крючок и ударник. Затвор при этом не блокируется и при включенном предохранителе оружие можно перезаряжать.
Особенностью УСМ является то, что при постановке на предохранитель при невзведенном курке спусковой крючок остаётся в переднем положении, а при взведённом курке остаётся в заднем положении. При снятии с предохранителя спусковой крючок занимает переднее положение. Можно наблюдать как после безопасного спуска курка, особенно те, кто использовал пистолет ПМ, поворачивают флажок вверх и опять вниз, чтобы спусковой крючок занял переднее положение, естественное при спущенном курке. В пистолете ПМ такой неоднозначности нет.
Разработчики Walther PP отказались в УСМ от кольтовского предохранительного взвода в виде дополнительного зуба на курке. В дальнейшем это стало отличительной чертой немецких пистолетов. Схема с разобщителем курка и ударника обеспечивает надёжность и большую безопасность обращения с оружием, хотя и усложняет конструкцию.
Предохранение от выстрела при падении оружия обеспечивает вертикально расположенный, подпружиненный разобщитель курка и ударника. Курок не может воздействовать на ударник до тех пор, пока шептало не поднимет разобщитель. Сорвавшийся курок останавливается перед ударником выступом разобщителя. Снятие блокировки курка происходит только после полного перемещения спускового крючка, когда разобщитель поднимется и своим выступом займёт положение напротив паза на поверхности курка.
Для предотвращения преждевременного выстрела спусковая тяга имеет выступ, на который воздействует затвор при недоходе до положения запирания, разобщая тягу и шептало. Движение разобщителя курка и ударника вверх при нажатии спускового крючка будет возможно только тогда, когда затвор займёт своё крайнее переднее положение, а спусковой крючок будет отпущен, чтобы тяга встала под шептало.
Магазин однорядный, защёлка магазина на большинстве пистолетов находится с левой стороны на рамке, позади оси спускового крючка, и имеет вид кнопки. Однако были и другие варианты — с защёлкой магазина, расположенной в основании рукоятки. Предусмотрен индикатор наличия патрона в патроннике в виде штифта, который выступает из задней стороны затвора над головкой курка.
После того как патроны в магазине закончатся, затвор встанет на затворную задержку в заднем положении. После смены магазина затвор нужно немного оттянуть и отпустить. Затвор снимется с задержки и под действием возвратной пружины, расположенной вокруг ствола, дошлет патрон в патронник. Оружие вновь будет готово к стрельбе.
Рычаг затворной задержки не предусмотрен, поэтому снять затвор с задержки, не вынимая пустой магазин, нельзя. Перед снятием с задержки нужно либо вынуть пустой магазин, либо вынуть и вставить пустой магазин или снаряжённый.
Рамки всех производящихся сегодня пистолетов Walther PPK калибра 9 мм отличаются от оригинальных немецких наличием удлинённого заднего выступа, защищающего руку стрелка от удара головкой курка или затвором при выстреле. В феврале 2009 года в конструкцию Walther PPK для повышения безопасности в обращении был введён автоматический предохранитель ударника.

## Варианты и модификации
Пистолеты Walther PP и Walther PPK выпускались в различных модификациях и вариантах исполнения под патроны четырёх различных калибров. Суммарное число выпущенных пистолетов превысило миллион штук. Наиболее массово выпускались пистолеты под патрон 7,65×17 мм, вторым был калибр 9×17 мм, третьим — .22LR (5,6 мм кольцевого воспламенения) и самыми редкими были пистолеты под патрон 6,35×15 мм Браунинг, которых было выпущено менее 1000 штук.
- Walther PP (нем. Polizeipistole) — «полицейская» модель обр.1929 года[3]. В 1929—1945 гг. в Германии было выпущено около 200 тыс. шт.[4]
- Walther PPK (нем. Polizeipistole Kriminalmodell) — компактная модель обр. 1931 года с укороченным до 83 мм стволом[3], разработанная по заказу министерства внутренних дел Пруссии. В 1931—1945 гг. в Германии было выпущено около 150 тыс. шт.[4]
- Walther PPK-L — модификация Walther PPK с рамкой из алюминиевого сплава, разработанная в ФРГ в 1950-е годы
- Walther PPK/S — экспортная модификация Walther PPK под патрон 9×17 мм, разработанная для США после того, как в 1968 году в соответствии с изменениями законодательства (установившими минимальный размер импортируемых гражданских пистолетов в 101 мм) импорт Walther PPK был прекращён. Производился в ФРГ и после покупки в мае 1979 года лицензии — в США[5]. Представлял собой комбинированный вариант, сочетавший в себе рамку пистолета РР и укороченные ствол и затвор РРК[6].
- Walther PP Super — модификация Walther PP под патрон 9×18 мм Ultra[3]. Разработана в 1972 году.
- Walther PPK/E — модификация Walther PPK, выпускается под патроны 7,65×17 мм, 9×17 мм и .22 LR.

Кроме того, в ряде стран выпускались копии и клоны пистолетов Walther PP и Walther PPK:
- в Венгерской Народной Республике с 1948 года на оружейном заводе FÉG выпускался пистолет 48M (копия Walther PP под патрон 7,65×17 мм с незначительными изменениями в конструкции)[7], они имели изменённую конструкцию автоматического предохранителя, иной указатель наличия патрона в патроннике, выступ на подавателе магазина (с помощью которого обеспечивалась остановка затвора после израсходования всех патронов) и накладки на рукоять с гербом ВНР[8]
- в Турции компания MKEK выпускает копии Walther PP под патрон 7,65×17 мм и 9х17 мм[9]
- в 1955 году лицензионный выпуск точных копий пистолетов Walther PP и Walther PPK под патроны 7,65×17 мм, 9×17 мм и .22 LR (под наименованием «Walther-Manurhin») был начат во Франции, на оружейном заводе «Manufacture de Machine du Haut Rhin» в городе Мюлуз[10], они серийно производились с 1955 до 1989 года.
- в Китайской Народной Республике копия Walther PPK калибра 7,65 мм производилась и стояла на вооружении с начала 1950-х годов под названием «тип 52».[11] В 1980-х на вооружение армии и полиции стал поступать 7,65-мм «тип 64», разработанный ещё в 1960-е, он представлял собой PPK с ударно-спусковым механизмом и предохранителем по образцу советского ПМ.[12] Копия Walther PP производится на экспорт под наименованием Norinco PPN[13]
- Walther PP и Walther PPK оказали влияние на конструкцию многих компактных пистолетов со свободным затвором, разработанных после окончания Второй мировой войны, среди которых венгерский FEG PA-63, аргентинский Bersa Thunder 380, испанский Астра Констебль, чехословацкий CZ50 и южнокорейский Daewoo DH380.
- На конкурсе 1947—1948 гг. на новый пистолет для командного состава Советской армии советские конструкторы-оружейники Ф. В. Токарев, С. Г. Симонов, С. А. Коровин, И. Я. Стечкин, К. А. Барышев, П. В. Воеводин, И. И. Раков, А. А. Климов, Г. В. Севрюгин, А. И. Лобанов, Н. Ф. Макаров представили образцы, более или менее похожие на Walther PP. Заданная конкурсом схема работы автоматики (свободный затвор) способствовала использованию сходных конструкторских решений. Немецкий пистолет также испытывался по конкурсной программе — для сравнения.[14]. Победивший в конкурсе ПМ имел ту же компоновку и унаследовал некоторые конструкторские решения (откидная спусковая скоба как ограничитель хода затвора), хотя и отличался во многих деталях (конструкция УСМ, предохранитель, множество более мелких отличий). Это стало поводом к многочисленным спорам, можно ли считать ПМ лишь переделанной копией «Walther». Очевидно, ответ зависит от априорных установок оценивающего. В советских и российских источниках отстаивается точка зрения, что различия достаточно существенны, чтобы считать ПМ самостоятельной конструкцией, хоть и сделанной «с оглядкой» на немецкий пистолет[15]. Западные источники, напротив, высказывают мнение о существенном сходстве двух конструкций.

### Травматические, газовые и пневматические пистолеты
- Umarex Walther mod. PPK — 8-мм газовый пистолет, изготовленный из порошкового сплава. В канале ствола установлен рассекатель с целью исключить возможность выстрела боевым патроном.
- Walther Super PP — 9-мм газовый пистолет под патрон 9 мм P.A.. Производитель — фирма Enser-Sportwaffen (ФРГ). Изготовлен из лёгкого алюминиевого сплава. В канале ствола установлен рассекатель с целью исключить возможность выстрела боевым патроном.
- Umarex Walther mod. PP — 10-мм травматический пистолет под патрон 10×22 мм Т, сертифицированный в Российской Федерации как «газовый пистолет с возможностью стрельбы резиновой пулей». С 1 июля 2011 года импорт травматических пистолетов иностранного производства, сертифицированных как «газовый пистолет с возможностью стрельбы резиновой пулей» в Россию прекращён.
- ЕРМА РР-Т — 9-мм травматический пистолет под патрон 9 мм P.A. производства компании «ЕРМА-Iнтер», впервые представлен в 2010 году. Имеет внешнее сходство с Walther PP. Затвор выполнен из стали, а рамка — из анодированного алюминиевого сплава чёрного цвета[16].
- ЕРМА 55P — 9-мм травматический пистолет под патрон 9 мм P.A. производства компании «ЕРМА-Iнтер». Имеет внешнее сходство с Walther PPK[17]
- WALTHER PPK BOND 007 Стартовый сигнальный пистолет, под патрон хилти.
- UMAREX WALTHER PPK/S — 4,5-мм пневматический газобаллонный пистолет, выпускается немецкой компанией Umarex[18]. Конструкция пистолета обеспечивает движение кожуха-затвора ствола и взведение курка после выстрела.

## Страны-эксплуатанты
- Бразилия — партия пистолетов Walther PP под патрон 9х17 мм была куплена в 1936 году, они были сняты с вооружения в 1999-2000 гг.[19]
- Веймарская республика: Walther PP и Walther PPK находились на вооружении полиции[20]
- Нацистская Германия: Walther PP и Walther PPK находились на вооружении полиции и сотрудников спецслужб, использовались в качестве личного оружия танкистами, офицерами люфтваффе и немецкого военно-морского флота, старшими офицерами вермахта[20], некоторое количество было передано в Министерство юстиции рейха в качестве личного оружия для сотрудников. С 1944 года Walther PP начали выдавать и выпускникам офицерских училищ вермахта[4]. Также, Walther PP и Walther PPK использовались в качестве наградного оружия для высших чинов нацистской Германии[20].
- Великобритания: трофейные пистолеты использовались в ходе Второй мировой войны (в том числе, действовавшими в оккупированной Европе агентами SOE и сотрудниками спецслужб)[8]; после окончания войны 7,65-мм пистолеты Walther PP (под наименованием XL47E1) выдавали британским военнослужащим в Ольстере для постоянного ношения в качестве оружия самозащиты[21]. На складах мобилизационного резерва пистолеты оставались до начала 1980-х годов[8].
- СССР: небольшие партии пистолетов  Walther PP и Walther PPK в калибрах 7,65×17 мм и 6,35×15 мм поступили на вооружение офицеров НКВД в середине 1930-х. также часть пистолетов была захвачена во время аннексии Латвии в 1940 году. Трофейные немецкие пистолеты использовались в ходе Великой Отечественной войны; в первые послевоенные годы небольшое количество пистолетов Walther PP и Walther PPK использовалось в службе дипкурьеров, ещё некоторое количество было передано в наградные фонды и использовалось в качестве наградного оружия[4].
- Иран: около 2 тыс. Walther PP под патрон 9×17 мм были закуплены в 1938—1939 гг. для полиции Ирана, все они имели маркировку на языке фарси[22]
- ФРГ: с момента создания на вооружение западногерманской полиции поступили пистолеты Walther PP и Walther PPK, выпущенные в Третьем рейхе, а позднее — партия 7,65-мм пистолетов «Walther-Manurhin» французского производства[23]; с 1956 года начат выпуск Walther PPK для бундесвера под наименованием P21 (применялся в военной полиции, службе военной контрразведки (MAD), пилотами военной авиации и курьерами)[24]
- Франция: пистолеты «Walther-Manurhin» поступали на вооружение сотрудников французской полиции
- Египет: в 1958 году 9-мм венгерский FEG 48M был принят на вооружение военно-воздушных сил под наименованием Walam 48 (на левой стороне затвора этих пистолетов был изображён герб Арабской Республики Египет)[8]
- Швеция: небольшое количество Walther PP было закуплено для полиции Швеции, они находились на вооружении отдельных категорий сотрудников шведской полиции до 2003—2004 гг.[25]
- Индонезия: по меньшей мере до 2007 года некоторое количество Walther PPK находилось на вооружении коммандос (группы боевых пловцов «Komando Pasukan Katak» и спецподразделения «Komando Pasukan Khusus»)[26]
- Украина: в 1990-х являлся наградным оружием[27]; по состоянию на 15 августа 2011 года, на хранении министерства обороны имелось 90 шт. 7,65-мм пистолетов Walther PP и 175 шт. 7,65-мм пистолетов Walther PPK[28]
- Ирландия: Walther PPK официально оставался на вооружении армейских рейнджеров в 2000-е годы[29]
- США: некоторое количество Walther PPK использовалось в полиции США[30]

Кроме того, ещё до начала Второй мировой войны пистолеты поступали в продажу в качестве гражданского оружия и получили распространение в различных странах Европы.

### Использование в Великобритании
После войны британцы использовали 7,65-мм Walther PP в спецслужбах MI5 и MI6 и полиции как основной служебный пистолет вплоть до начала 1970-х гг.
Бойцы британской SAS использовали Walther PP в 1960—1980-х гг. Поначалу это были пистолеты под патрон .22LR, но в 1974 г. их заменили на PP калибра 7,65 мм. PP состоял на вооружение личной охраны королевской семьи и дипломатических служб в 1970-х годах.
До 1974 использовался калибр 7,65 мм, после — оружие под патрон 9×17 мм. Walther PP использовали в Великобритании до конца 1980-х гг., когда он был заменен пистолетом Walther P5 Compact, которому, впрочем, так и не удалось вытеснить PP. Официально Walther PP снят с вооружения как «основное оружие индивидуальной защиты» с 1989 года, но до сих пор используется как «личное оружие самообороны вне службы».
Walther PP все ещё используется в ВВС Великобритании.